# Astollia prasinana
Astollia prasinana es una especie de mantis del género Astollia de la familia de insecto Acanthopidae. Especie definida por  Lichtenstein en 1802. Es sinónimo de Astollia chloris. 